# Salman Khan
Abdul Rashid Salim Salman Khan (Indore, 27 de dezembro de 1965), mais conhecido como Salman Khan (pronúncia: [səlˈmaːn ˈxaːn]), é um ator e produtor e indiano. É reconhecido como um dos atores mais populares e comercialmente bem-sucedidos do cinema Hindi.

## Biografia
Filho do roteirista Salim Khan, Salman começou sua carreira de ator como coadjuvante em Biwi Ho do Aisi (1988) e obteve despontou com um papel principal em seu próximo lançamento — o romance Maine Pyar Kiya (1989). Khan passou a estabelecer-se em Bollywood na década de 1990 com funções em várias produções de grande sucesso comercial, incluindo o drama romântico Hum Aapke Hain Koun..! (1994), o thriller de ação Karan Arjun (1995), e a comédia Biwi Nº 1 (1999). Por seu papel no drama romântico Kuch Kuch Hota Hai (1998), Khan foi premiado com o Prêmio Filmfare de Melhor Ator Coadjuvante. Depois de um breve período de declínio na década de 2000, Khan alcançou maior estrelandoem 2010, jogando o papel principal no sucesso de filmes de ação, incluindo Dabangg (2010), Bodyguard (2011), Ek Tha Tiger (2012), Kick (2014) e Bajrangi Bhaijaan (2015). Nove dos filmes em que atuou na acumularam ganhos brutos de mais de ₹ 1bi (US$ 15mi).
 É o único ator para protagonizar a maior bilheteria de Bollywood filmes de nove anos separados.
Além de atuar no cinema, Khan também atua no teatro e se dedica à filantropia, através de sua organização de caridade Being Human, junto com seu irmão Sooban Ahmad Khan.
Fora das telas, sua vida é marcada por controvérsias e problemas legais. A relação tumultuada com Aishwarya Rai, a caça de espécies ameaçadas de extinção, e um caso de condução negligente em que ele atropelou cinco pessoas com seu carro, matando uma, têm sido amplamente coberto pela mídia indiana.
Para o caso do atropelamento, Khan foi condenado a cinco anos de prisão em 2015, mas mais tarde foi absolvido.
Em 5 de abril de 2018 Salman Khan foi condenada a cinco anos de prisão por ter matado antílopes protegidos durante uma caça em 1998. Este era o quarto processo por causa da caça contra Salman Khan, que tinha sido absolvido nos anteriores.

## Vida pessoal
Nas redes sociais, Salman Khan se descreve como sapiossexual.